# 刈包
刈包，亦作割包（臺羅：Kuah-pau），為臺灣小吃之一，常見是將發酵的麵餅蒸熟後的中夾入炕肉、酸菜及其他餡料的麵食，原型源起於福建福州的「荷葉包」（閩拼：ho21-iek55-bau55，國際音標：[ho˨˩ ieʔ˥˥ pau˥˥]福州市福州話），在臺灣稱爲「虎咬豬」。日本長崎新地中華街稱之為「角煮饅頭」（角煮まんじゅう），取其為滷五花肉夾饅頭之意。

## 簡介

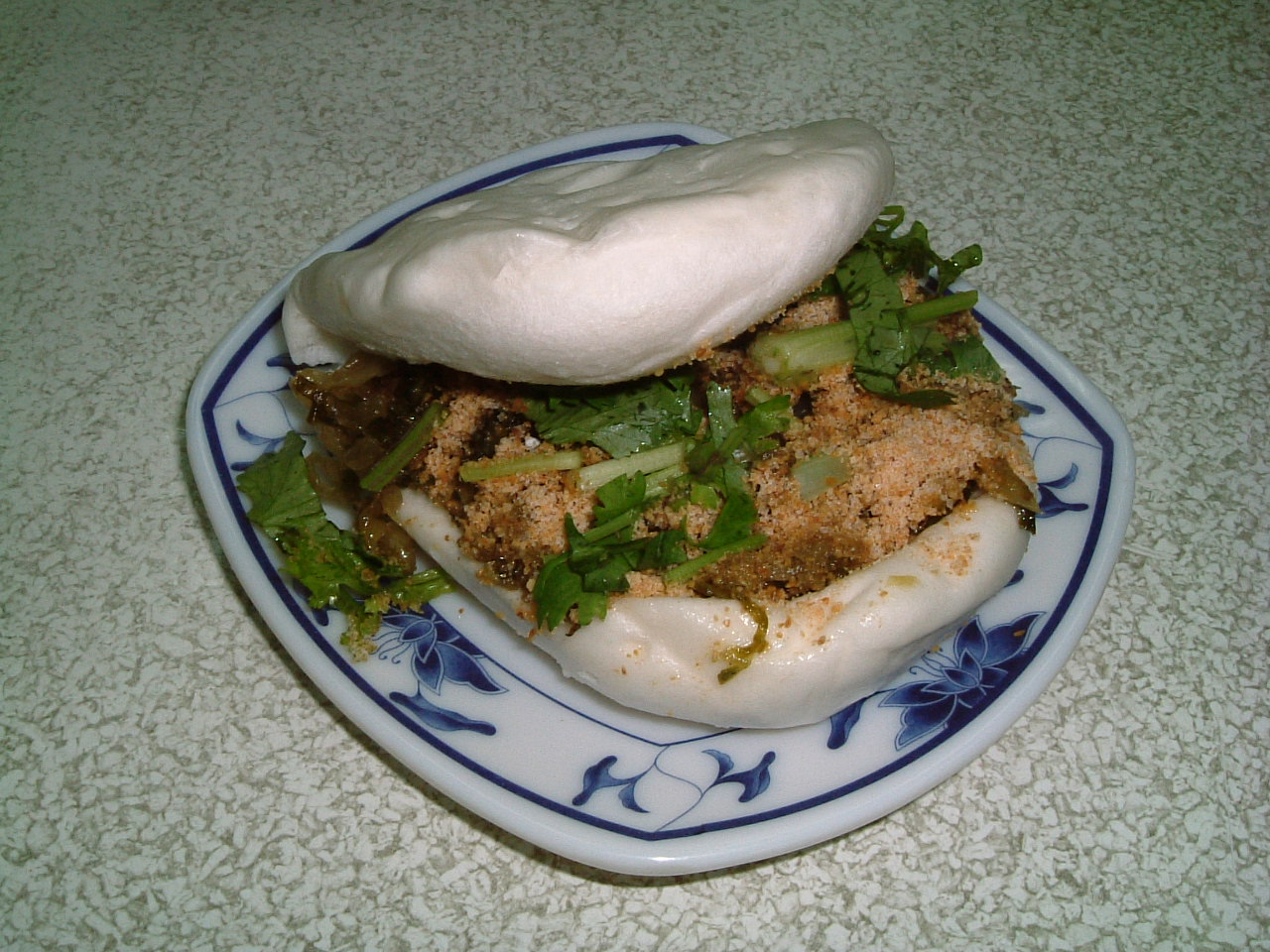
豬肉和花生粉口味的刈包

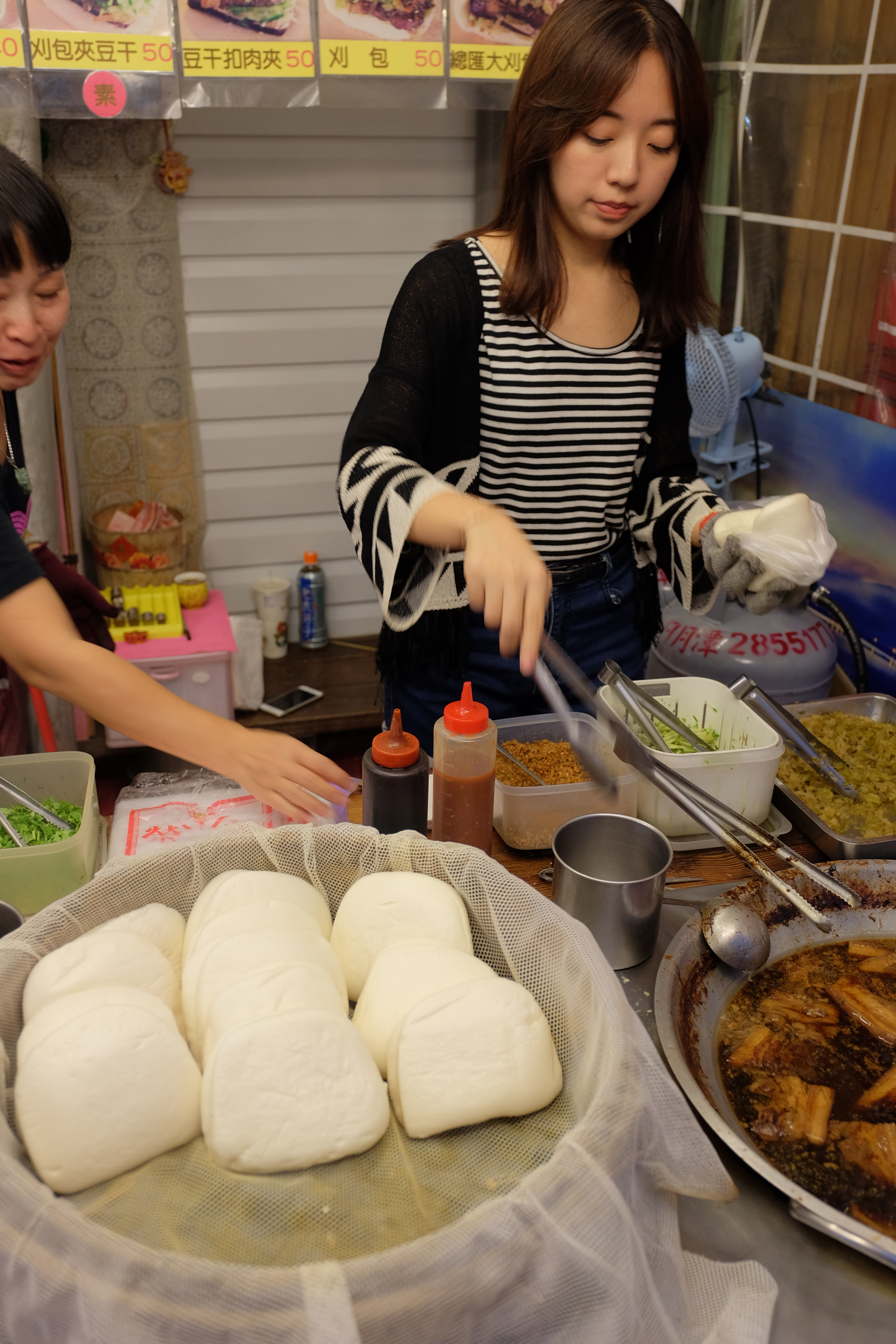
製作刈包

刈包所用的外皮為將中筋麵糰發酵、擀平、刷油對折再蒸熟所製成。刈包外皮也稱為荷葉包、荷葉餅，或就稱作「刈包」。
傳統餡料通有：片狀滷五花肉、酸菜、花生粉及香菜等。花生粉置入一般與糖混合，有甜味。另外，也有健康導向，以瘦肉代替五花肉的做法。因為其形狀及內餡似老虎的嘴咬住一塊豬肉，所以在臺灣亦被稱作虎咬豬（hóo-kā-ti）。其吃法如同漢堡般，故有「台灣漢堡／台式漢堡」（Taiwanese hamburger）之名。相反，西方的漢堡包在臺灣話中有時又被稱為「美國割包」。
近年，台灣業者將這種傳統美食再改良及包裝後引領一波小吃創新的風潮，除了傳統白麵皮外，甚至也有了黑糖麵皮等，在內餡口味也變化出許多花樣，例如，加入萬巒豬腳、香腸、菰（美人腿）、剝皮辣椒、天婦羅、鴨胸、煎蛋、雞排、鱈魚排、日式叉燒肉、鹹豬肉、爐烤杏鮑菇、照燒鷄腿、牛肉丸，甚至豬舌等新式刈包。
在台灣，早期刈包經常會搭配四神湯食用，後來開始出現以精釀啤酒、果汁或氣泡酒佐餐的潮流並逐漸發展出「台酒配台食」的餐酒品飲美學。
經典口味的刈包在台同時也是尾禡（尾牙，或稱「尾迓」）宴席上經常出現的菜色之一。由於外型長得像錢包，裡面夾一大塊滷肉、酸菜、花生粉、還有香菜，就像一個飽滿的錢包，取其財富滿足的喻意。因此在尾牙吃刈包，象徵來年發大財、錢財滿滿用不完。另一說是，刈包的另外一個名字為「虎咬豬」，與閩南語音「福咬住」相近，內夾的酸菜被客家人視為是福菜，所以有「留住福氣」之意。其實，尾牙吃刈包，對生意人還有另一層意義，商家由於生意上的應對，常會說些善意的謊言，吃刈包代表商家象徵性地把今年曾說過謊言包起來吃掉的意思。這些都是台灣當地的演進出的應景風俗，與源起地並無相關。

## 讀音與寫法

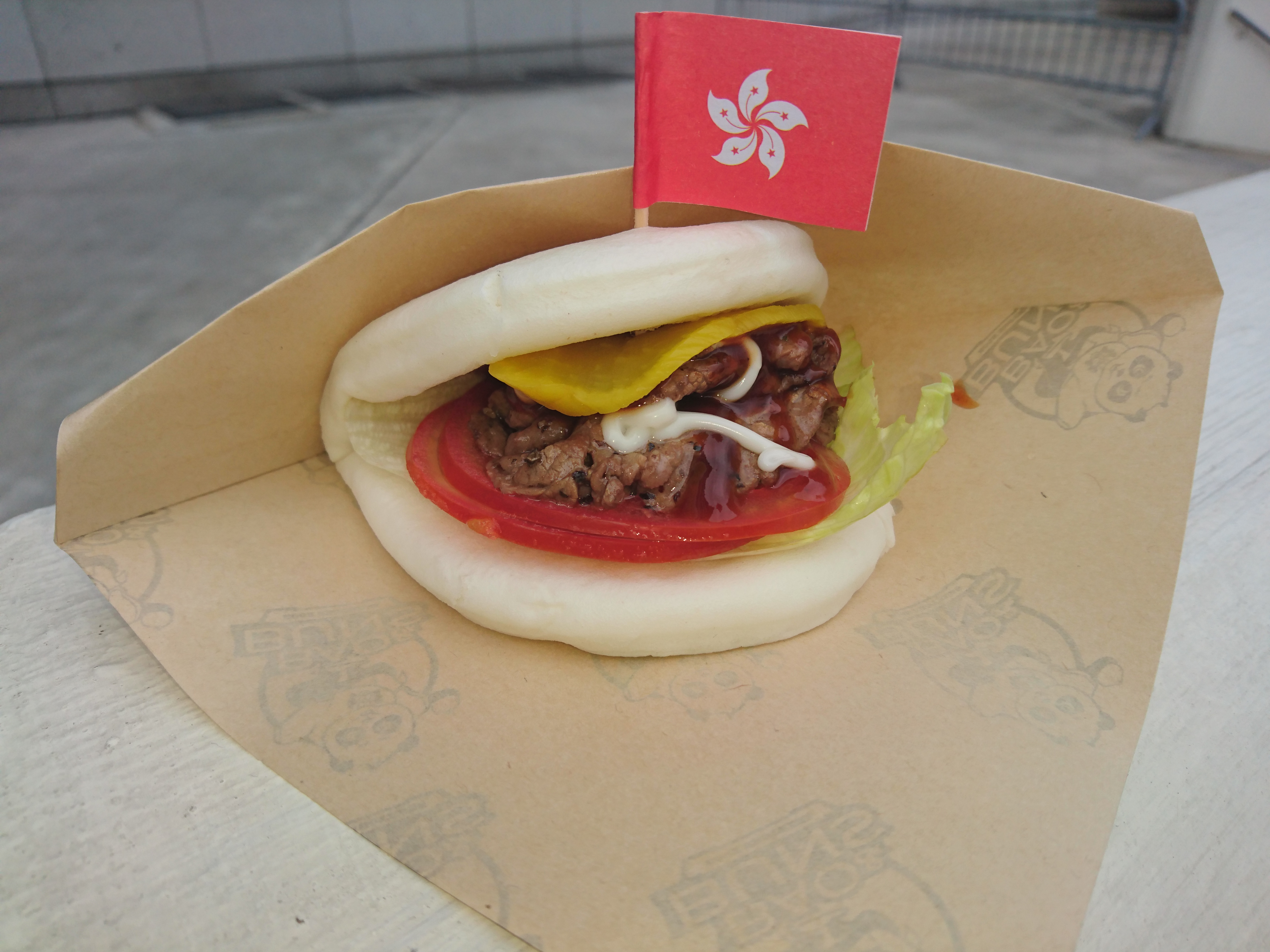
香港的「叉包」，因餡料包括番茄、生菜等美式漢堡配料，故被稱為「美式叉包」

「刈包」與「割包」兩慣用寫法中的「刈」和「割」，前者來自kuah的台灣民間漢字俗寫，後者則為教育部推薦的臺語正字。「刈」字華語注音為ㄧˋ，意為「割取」，以刀切開之意。該字臺語唸做ngāi，與姓氏艾的發音相同，而不是kuah。巧合的是，中國大陸於1977至1986年一度推行二簡字，「割」字剛好被簡化為「刈」。
台灣日治時期台日大辭典即有記載寫法為「割包」，以台灣語假名標注發音為コア パウ（此處省略聲調符號）。也常常用以華語諧音寫作「掛包」。